# Пройетти, Джиджи
Луи́джи Пройе́тти (итал. Luigi Proietti, известный как Джиджи (итал. Gigi); 2 ноября 1940, Рим — 2 ноября 2020, Рим) — итальянский актёр, комик, кабаретист, актёр дубляжа, телеведущий, автор-исполнитель и писатель.

## Биография
Луиджи Пройетти родился 2 ноября 1940 года в Риме в семье Романо Пройетти из города Амелия, Умбрия, и его жены Джованны, в девичестве Чечи, из города Леонесса, провинция Риети. Среднее образование получил в римском Liceo Ginnasio Statale "Augusto", после чего поступил на юридический факультет Университета ла Сапьенца, где начал посещать курсы актёрского мастерства под руководством Джанкарло Кобелли. После нескольких сценических работ (первый настоящий успех принесла роль Адемара в музыкальной комедии «Аллилуйя, добрые люди»), в 1966 году дебютировал в кино и на телевидении. В 1968 году исполнил главную роль в ленте «Вопль» Тинто Брасса.
С юности увлекался музыкой, играл на гитаре, фортепиано, аккордеоне и контрабасе. Еще учась в школе выступал как певец в римских ночных клубах. В 1968 году исполнил главную музыкальную тему в телесериале «Пиквикский клуб» по одноименному роману Диккенса, где сыграл Альфреда Джингла. 
В 1995—1996 годах в составе группы Trio Melody совместно с Пеппино ди Капри и Стефано Палатрези записал альбом «Ma che ne sai… (se non hai fatto il piano-bar)» (1995). Его сольная карьера насчитывает 11 музыкальных альбомов и 15 синглов.
Появился в нескольких международных кинопроектах, таких как «Свидание» (1969) Сидни Люмета, «Свадьба» (1978) Роберта Олтмена и «Кто убивает лучших поваров Европы?» (1978) Теда Котчеффа. Много работал в качестве актёра дубляжа, озвучивал на итальянском персонажей Роберта де Ниро, Шона Коннери, Сильвестра Сталлоне, Ричарда Бертона, Дастина Хоффмана, Пола Ньюмана, Чарлтона Хестона, Марлона Брандо, также продублировал на итальянском Дональда Сазерленда в фильме «Казанова Феллини» (1976). Озвучил на итальянском волшебника Гэндальфа в кинотрилогии «Хоббит».
В 1976 году совместно с Роберто Леричи написал сценарий собственного театрального шоу «A me gli occhi, please», которое имело большой успех и выдержало 300 представлений. В 1978 году, возглавив совместно с Сандро Мерли художественное руководство римского Театра Бранкаччи, создал собственную Лабораторию сценических упражнений, среди выпускников которой Флавио Инсина, Паола Тициана Кручиани, Франческа Нунци и другие.
В 1996—2008 годах исполнил роль маршала (инспектора) Джованни Рокка в одноименном детективном сериале, действие которого происходит в городе Витербо (регион Лацио), почетным гражданином которого актёр стал в сентябре 2013 года.
В 2013 году опубликовал автобиографическую книгу «Tutto sommato qualcosa mi ricordo». В 2015 году вышел его сборник рассказов «Decamerino».
Джиджи Пройетти умер 2 ноября 2020 года в римской больнице «Вилла Маргарита» от инфаркта в свой 80-й день рождения.

## Личная жизнь
С 1967 года до своей смерти Пройетти состоял в незарегистрированном браке со шведкой Сагиттой Альтер, бывшим гидом, с которой познакомился в 1962 году. У пары родились две дочери — Сюзанна и Карлотта, которые также стали актрисами.

## Фильмография
Актёрские работы 
- 1966 — Приятные ночи / Pleasant Nights / Piacevoli notti, Le (Италия)
- 1968 — Распутница / Libertine, The / La matriarca (Италия)
- 1969 — Довольно сложная девушка / Rather Complicated Girl, A / Una ragazza piuttosto complicata (Италия)
- 1969 — Свидание / Appointment, The (США)
- 1970 — Бранкалеоне в крестовых походах / Brancaleone alle crociate (Алжир, Италия)
- 1970 — Вопль / Urlo, L' (Италия)
- 1970 — Выбывший / Dropout (Италия)
- 1971 — Бубу / Bubù (Италия)
- 1971 — Леди Свобода / Lady Liberty / La Mortadella (Италия, Франция)
- 1973 — Собственность больше не кража / Property Is No Longer a Theft / La Proprietà non è più un furto (Италия, Франция)
- 1973 — То́ска / Tо́sca / Tо́sca, La (Италия)
- 1974 — Буду ей отцом / Le farò da padre (Италия)
- 1976 — Дом удовольствий для женщин / House of Pleasure for Women / Bordella (Италия)
- 1976 — Казанова Феллини / Casanova of Federico Fellini / Casanova di Federico Fellini, Il (Италия, США)
- 1976 — Наследство Феррамонти / Eredità Ferramonti, L' (Италия)
- 1977 — Казотто / Beach House / Casotto (Италия)
- 1978 — Кто убивает великих европейских поваров? / Who Is Killing the Great Chefs of Europe? (США)
- 1978 — Свадьба / Wedding, A (США)
- 1979 — Два куска хлеба / Due pezzi di pane (Италия)
- 1994 — Дочь д'Артаньяна / D'Artagnan's Daughter / Fille de d'Artagnan, La (США)
- 1999 — Грязное бельё / Dirty Linen / Panni sporchi (Италия)
- 2002 — Безумные скачки: Афера Мандраке / Febbre da cavallo - La mandrakata (Италия)
- 2011 — Блокбастер / Box Office 3D / Box Office 3D - Il film dei film (Италия) Эрри Сфоттер и эпоха правления | Erry Sfotter Età della Pensione
- 2019 — Пиноккио / Pinocchio (Италия, Франция, Великобритания)
- 2021 — Разыскивается Санта! / I am Santa Claus / Io sono Babbo Natale (Италия)

 Сценарист 
- 1970 — Вопль / Urlo, L' (Италия)

## Дискография
Альбомы:
- 1971 – Alleluja brava gente
- 1971 – Bubù
- 1972 – Meo Patacca
- 1975 – Nun je da' retta Roma
- 1976 – Sono un uomo semplice con i peli sul petto...
- 1977 – A me gli occhi please
- 1979 – Gaetanaccio
- 1981 – Stanno suonando la nostra canzone
- 1983 – Le more
- 1989 – I 7 re di Roma
- 1997 – Il fatto è... che non ti so dimenticare

Синглы:
- 1971 – Amaro fiore mio/Lo paradiso
- 1971 – Ascolta la canzone/La maestra di mandolino
- 1971 – Se io non ci sarò/La voglia di scannarli tutti quanti
- 1972 – Meo Patacca/Quante n'avemo dette
- 1973 – Nun je da' retta Roma/Mi madre è morta tisica/Tremate lo stesso... (с Моникой Витти)
- 1974 – Che brutta fine ha fatto il nostro amore/Lettera ad un amico
- 1975 – La ballata di Carini/Tema d'amore
- 1975 – Me so magnato er fegato/La vita è n'osteria
- 1975 – Se dovessi cantarti/Alibi (с Орнеллой Ванони)
- 1976 – Sono un uomo semplice con i peli sul petto/Dove è andata Mari
- 1979 – Me vie' da piagne/Tango della morte (с Дарией Николоди)
- 1979 – Canzone a Nina/Bevi un bicchiere
- 1981 – Prima de pijà sonno/Sempre la stessa vitaccia...
- 1983 – Foxtrot/Apri la finè
- 1985 – Chi me l'ha fatto fa'/Cosa hai da guardare

## Награды
- Серебряная лента:
  - 2003 — Лучший актёр («Безумные скачки»).
  - 2018 — За жизненные достижения.
- 2003 — Орден «За заслуги перед Итальянской Республикой» — Великий офицер; Командор (1991).